# Antoine de La Fosse
Antoine de La Fosse, Sieur d'Aubigny (Parijs,  ca. 1653 -  Parijs, 2 november 1708) was een Frans tragisch dichter.
Eerst secretaris van de gezant van Frankrijk in Florence, werd La Fosse vervolgens aan de staf van markies Charles III de Créquy toegevoegd, die sneuvelde in de slag bij Luzzara van 15 augustus 1702, en wist zich in deze strijd te onderscheiden, waarna hij secretaris werd van de hertog van Aumont.
La Fosse heeft vier tragedies nagelaten:
1. Polyxène (3 februari 1686);
2. Manlius Capitolinus (18 januari 1698);
3. Thésée (5 januari 1700);
4. Corésus et Callirhoé (7 december 1703).

In tegenstelling tot Corésus et Callirhoé, Thésée of Polyxène, romaneske toneelstukken over antieke onderwerpen, is Manlius Capitolinus een echte tragedie, een van de beste uit de tweede helft van de zeventiende eeuw.

## Referentie
- G. Vapereau, Dictionnaire universel des littératures, Parijs, 1876, pp. 1165-1166.

- Bibsys: 8001378
- Biblioteca Nacional de España: XX1675282
- Bibliothèque nationale de France: cb124281195 (data)
- Digitale Bibliotheek voor de Nederlandse Letteren: foss005
- Gemeinsame Normdatei: 100175317
- International Standard Name Identifier: 0000 0003 7746 7517
- Library of Congress Control Number: n83206614
- Nationale Bibliotheek van Letland: 000073508
- Nationale Bibliotheek van Tsjechië: mzk20231183451
- Nederlandse Thesaurus van Auteursnamen: 087328739
- LIBRIS: 318720
- Système universitaire de documentation: 033413126
- Virtual International Authority File: 254621190
- WorldCat: E39PBJrGw9dxyvpmpH4Yp9KDbd